# اس‌ام‌اس گوبن
اس‌ام‌اس گوبن (به انگلیسی: SMS Goeben) از رزم‌ناوهای نیروی دریایی امپراتوری آلمان بود، که در سال ۱۹۱۱ ساخته‌‌ شد. نیروی دریایی امپراتوری عثمانی هم این رزم‌ناو را از آلمان خرید و به ناوگان خود افزود. این رزم‌ناو در نیروی دریایی امپراتوری عثمانی با نام «یاووز سلطان سلیم» شناخته می‌شد؛منظور سلطان سلیم یکم است.